# Голобородько Микола Максимович
Мико́ла Макси́мович Голоборо́дько (нар. 1896, село Хощевате, Таращанський повіт, Київська губернія — пом. 22 листопада 1921, містечко Базар, Базарська волость, Овруцький повіт, Волинська губернія) — писар штабу 1-ї Волинської групи Армії УНР, Герой Другого Зимового походу.

## Життєпис
Народився у 1896 році у селі Хощевате Таращанського повіту Київської губернії в українській селянській родині.
У власності його родина мала 2 десятини землі.
Закінчив двокласну школу.
Не входив до жодної партії.
В Армії УНР із серпня 1919 року.
Був інтернований у табір міста Щипйорно (Польща).
Під час Другого Зимового походу — писар штабу 1-ї Волинської групи.
Потрапив у полон 16 листопада 1921 року під містечком Базар, а 22 листопада розстріляний там більшовиками.
Реабілітований 25 березня 1998 року.

## Вшанування пам'яті
- Його ім'я вибите серед інших на Меморіалі Героїв Базару.